# 涟源钢铁总厂职工大学
涟源钢铁总厂职工大学位于湖南省娄底市涟钢花庙冲，是湖南省一所成人大学。

## 历史
1975年，湖南省娄底市建立了“涟钢七二一工人大学涟钢职工大学”，它是“涟源钢铁总厂职工大学”的前身。
1982年7月15日，“涟源钢铁总厂职工大学”获得湖南省教育厅批准，并且在教育部备案。
2010年，中华人民共和国教育部办法文件“2010年具有成人高等学历教育招生资格高校名单”，湖南省的十二所中就有“涟源钢铁总厂职工大学”。